# Pedicularis ishidoyana
Pedicularis ishidoyana är en snyltrotsväxtart som beskrevs av Gen-Iti Koidzumi och Ohtoi. Pedicularis ishidoyana ingår i släktet spiror, och familjen snyltrotsväxter. Inga underarter finns listade i Catalogue of Life.